# Paul Goodison
Paul Martin Goodison (Brinsworth, 29 november 1977) is een Britse zeiler. Hij won goud in de Laser-klasse tijdens de Olympische Spelen van 2008 in Peking.
Goodison begon zijn professionele zeilcarrière in 1996. Hij werd de Britse nummer één in de Laser-klasse toen Ben Ainslie na de Olympische Spelen van 2000 in Sydney overstapte naar de Finn-klasse. Zijn eerste belangrijke medaille was de zilveren plak op het Europees kampioenschap in 2002. In 2004 debuteerde hij op de Olympische Spelen met een vierde plaats in het eindklassement.
In maart 2005 werd hij als tweede van de wereld gerangschikt in de Laser, achter de Braziliaan Robert Scheidt. Hij zette zijn goede vorm voort met het winnen van het Europees Kampioenschap in 2006. Hij won de gouden medaille in de Laser op de Olympische Zomerspelen van 2008. In 2009 won hij het wereldkampioenschap Laser in Halifax. Goodison werd voor zijn zeilprestaties in 2009 benoemd tot Lid in de Orde van het Britse Rijk.
Na de Spelen van 2012, waar hij eindigde op een zevende plaats in het klassement, stopte Goodison met het varen in de Laser. Wel bleef hij actief in het competitieve zeilen, onder andere in het RC44- en Melges-circuit. Zo won hij in 2012 het wereldkampioenschap Melges 32 en in 2014 het wereldkampioenschap Melges 20.

## Palmares
- 2002 - EK, Laser,
- 2002 - WK, Laser,
- 2004 - EK, Laser,
- 2004 - OS, Laser, 4e
- 2006 - EK, Laser,
- 2008 - OS, Laser,
- 2009 - WK, Laser,
- 2012 - OS, Laser, 7e
- 2012 - WK, Melges 32,
- 2014 - WK, Melges 20,